# University of Leicester
University of Leicester är ett universitet i Leicester, England, Storbritannien. Det grundades som Leicestershire and Rutland College 1921, bytte 1927 namn till University College, Leicester, och i samband med att man fick examinationsrättigheter 1957 bytte lärosätet namn till dagens University of Leicester.
Universitetet är associerat med familjen Attenborough, då Frederick Attenborough var rektor där 1932–1951 och hans söner David, Richard och John växte upp i universitetsområdet.